# Bryn Vaile
Philip Bryn (Bryn) Vaile (Enfield, 16 augustus 1956) is een voormalig Brits zeiler.
Tijdens de Olympische Zomerspelen 1988 stonden Vaile en zijn partner Mike McIntyre voorafgaand aan de laatste wedstrijd op de tweede plaats, achter de Amerikanen. Om te winnen moesten de Britten de laatste wedstrijd winnen en de Amerikanen slechter eindigen dan de zesde plaats. Van de Amerikaanse boot brak de mast en de Britten wonnen de laatste wedstrijd en de gouden medaille.
Vanwege zijn olympische titel werd Vaile tijdens de nieuwjaarslintjesregen van 1989 benoemd tot lid in de Orde van het Britse Rijk.

## Olympische Zomerspelen
| Jaar | Plaats | Resultaten |
| ---- | ------ | ---------- |
| 1988 | Seoel  | star       |